# أميركان نينجا واريور
أميركان نينجا واريور (بالإنجليزية: American Ninja Warrior) هو برنامج ترفيهي رياضي مبني على البرنامج الياباني ساسوكي،تم عرض البرنامج لأول مرة في 2009.